# Hugh Patrick Slattery
Hugh Patrick Slattery MSC (* 10. März 1934 in Nenagh; † 6. Oktober 2024 in Pretoria) war ein irischer Ordensgeistlicher und römisch-katholischer Bischof von Tzaneen in Südafrika.

## Leben
Hugh Patrick Slattery trat der Ordensgemeinschaft der Herz-Jesu-Missionare bei und empfing am 16. Juli 1958 die Priesterweihe.
Papst Johannes Paul II. ernannte ihn am 22. Juni 1984 zum Bischof von Louis Trichardt-Tzaneen. Der Bischof von Lydenburg-Witbank, Mogale Paul Nkhumishe, spendete ihm am 30. September desselben Jahres die Bischofsweihe; Mitkonsekratoren waren John Thomas Durkin MSC, emeritierter Bischof von Louis Trichardt-Tzaneen, und Andrew Zolile T. Brook, Bischof von Umtata.
Am 28. Januar 2010 nahm Benedikt XVI. sein aus Altersgründen vorgebrachtes Rücktrittsgesuch an.